# Станић (презиме)
Станић је јужнословенско презиме. Познати људи са овим презименом су:
- Ана Станић, српска певачица
- Дарко Станић (1978), српски рукометаш
- Марио Станић (1972), хрватски фудбалер
- Војо Станић (1924), црногорски сликар и вајар.